# Автошлях Т 1810
Автошля́х Т 1810 — автомобільний шлях територіального значення у Рівненській області. Пролягає територією Дубровицького та Сарненського районів через Дубровицю — Любиковичі — Сарни. Загальна довжина — 25,1 км.

## Маршрут
Автошлях проходить через такі населені пункти:
| Автошлях Т 1810    |        |
| Рівненська область |        |
| Дубровицький район |        |
| Дубровиця          | Н25    |
| Порубка            | Т 1809 |
| Сарненський район  |        |
| Любиковичі         |        |
| Стрільськ          |        |
| Глушиця            |        |
| Люхча              |        |
| Сарни              | Н25    |